# Németpereg község
Németpereg község (románul: Comuna Peregu Mare) község Arad megyében, Romániában. Központja Németpereg, hozzá tartozik Kispereg.

## Népessége
A 2011-es népszámlálás adatai alapján a község népessége 1625 fő volt.